# الولد العجيب
الولد العجيب (بالإنجليزية: All-New Dennis the Menace)‏ هي سلسلة رسوم متحركة أمريكية تم عرضه عام 1993 على شبكة سي بي إس، بينما كانت سلسلة 1986 (ماهر المغامر) لا تزال تبث على نشرة البث. تم دبلجة المسلسل إلى اللغة العربية من قبل مركز الزهرة وعرض على قناة سبيستون.

## القصة
دينيس (مؤنس) فتى ظريف يعيش تجارب جديدة ويقع في أخطاء جديدة كل يوم.

## روابط خارجية
- الولد العجيب على موقع IMDb (الإنجليزية)
- الولد العجيب على موقع كينوبويسك (الروسية)
- الولد العجيب على موقع قاعدة بيانات الفيلم (الإنجليزية)
- الولد العجيب  في قاعدة بيانات الأفلام على الإنترنت (بالإنجليزية)
- Dennis the Menace: Cruise Control  في قاعدة بيانات الأفلام على الإنترنت (بالإنجليزية)